# اوله استپکو
اوله استپکو (به انگلیسی: Oleh Stepko) ژیمناست زادهٔ ۲۵ مارس ۱۹۹۴ ژیمناست اهل کشور اوکراین است.